# كامبورجيانو
كامبورجيانو، هي بلدة (بلدية) تقع ضمن مقاطعة لوكا الواقعة في منطقة توسكانا الإيطالية، وهي تقع على بعد حوالي 90 كيلومتر (56 ميل) شمال غرب فلورنسا وحوالي 40 كيلومتر (25 ميل) شمال غرب لوكا.
تتشارك بلدية كامبورجيانو حدودا مع البلديات التالية: كاريجين وكاستل نوفو دى كارفاجنا وبيازا السيرشيو وسان رومانو في مقاطعتى كارفاجنا وفاجلي سوتو.

## روابط خارجية
- الموقع الرسمي